# نووا کوژنگا (استان اوپوله)
نووا کوژنگا (استان اوپوله) (به لاتین: Nowa Kuźnia) یک روستا در لهستان است که در گمینا پروشکوو واقع شده‌است.